# Bukit Cermin Hilir
Bukit Cermin Hilir is een bestuurslaag in het regentschap Serdang Bedagai van de provincie Noord-Sumatra, Indonesië. Bukit Cermin Hilir telt 753 inwoners (volkstelling 2010).